# Alpen Cup w skokach narciarskich 1993/1994
Alpen Cup w skokach narciarskich 1993/1994 – 4. edycja Alpen Cupu, która rozpoczęła się 18 grudnia 1993 roku w Predazzo, a zakończyła 18 marca 1994 w Courchevel. Rozegrano 6 konkursów.

## Kalendarz i wyniki
| Lp.                                        | Data                                       | Miejscowość                                | Punkt K                                    | 1. miejsce               | 2. miejsce                                             | 3. miejsce               |
| ------------------------------------------ | ------------------------------------------ | ------------------------------------------ | ------------------------------------------ | ------------------------ | ------------------------------------------------------ | ------------------------ |
| 1.                                         | 18 grudnia 1993                            | Predazzo                                   | K-90                                       | Reinhard Schwarzenberger | Robert Putzer                                          | Rolando Kaligaro         |
| 2.                                         | 5 stycznia 1994                            | Bad Goisern                                | K-80                                       | Andreas Widhölzl         | Rolando Kaligaro                                       | Anže Zupan               |
| 3.                                         | 9 stycznia 1994                            | Breitenberg                                | K-70                                       | Andreas Widhölzl         | Anže Zupan                                             | Reinhard Schwarzenberger |
| 4.                                         | 26 lutego 1994                             | Steinbach                                  | K-90                                       | Jean-Marc Mougel         | Andreas Widhölzl                                       | Robert Putzer            |
| 5.                                         | 13 marca 1994                              | Planica                                    | K-90                                       | Christoph Bieler         | Richard Foldl                                          | Jaka Grosar              |
| 6.                                         | 18 marca 1994                              | Courchevel                                 | K-90                                       | Andreas Widhölzl         | Reinhard Schwarzenberger Robert Kopusar Nicolas Dessum | —                        |
| Alpen Cup 1993/1994 – klasyfikacja końcowa | Alpen Cup 1993/1994 – klasyfikacja końcowa | Alpen Cup 1993/1994 – klasyfikacja końcowa | Alpen Cup 1993/1994 – klasyfikacja końcowa | Andreas Widhölzl         | Anže Zupan                                             | Reinhard Schwarzenberger |

## Klasyfikacja generalna
| Źródło  | Źródło                   | Źródło | Źródło |
| Miejsce | Zawodnik                 | Punkty |        |
| ------- | ------------------------ | ------ | ------ |
| 1.      | Andreas Widhölzl         | 380    |        |
| 2.      | Anže Zupan               | 259    |        |
| 3.      | Reinhard Schwarzenberger | 240    |        |
| 4.      | Robert Putzer            | 221    |        |
| 5.      | Rolando Kaligaro         | 214    |        |
| 6.      | Richard Foldl            | 211    |        |
| 7.      | Jean-Marc Mougel         | 195    |        |
| 8.      | Robert Kopusar           | 168    |        |
| 9.      | Werner Schernthaner      | 159    |        |
| 10.     | Marko Bogataj            | 154    |        |
| ...     |                          |        |        |